# 色素細胞

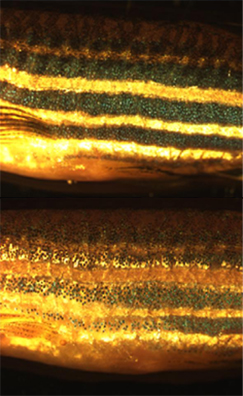
斑馬魚暴露在黑暗（上）和光亮（下）中的色彩調節。

色素細胞，有時稱為色素體，是两栖动物、鱼类、爬行动物、甲壳动物、头足纲动物中的一種含有生物色素的細胞。色素細胞是由胚胎中的神经嵴發展而來，對於產生皮膚色彩和眼睛色彩扮演重要角色。色素細胞依據白光下所呈现的颜色，可以分为黃色素細胞、紅色素細胞、彩虹色素細胞、白色素細胞、黑色素細胞與藍色素細胞。
有些物種的色素細胞，能夠透过色素位置的改變，以及反光结构方向的重新定位，达到快速改变色彩的目的。不同物种有不同的改变色彩方法，例如屬於頭足類的章魚，是利用肌肉來控制结构复杂的色素細胞器官；而屬於脊椎動物的變色龍，則利用細胞信號达到變色的目的。与變溫動物不同，恆溫動物中的鸟类和哺乳類只擁有一種類似色素细胞的黑素细胞，而變溫動物身上與其作用相当的「载黑素细胞」，被科学家作為研究人类疾病以及开发药物的一种工具。

## 名詞解釋
1819年，無脊椎動物身上帶有色素的細胞，首先以為名稱，發表在義大利一科學期刊上。之後則出現一詞，用來指脊椎動物與頭足類從神經脊發展而來的一種帶有色素的細胞。這個字來自希腊语（“色彩”）與（“攜帶”）。則專指哺乳類與鳥類中與色彩有關的細胞，目前為止只有黑素細胞在這些動物體內被發現。
現今的則具有三種意義，可以指一種含有色素的動物細胞、植物與藻類細胞裡一種又稱為有色體的質粒、以及光合細菌裡的一種胞器。

## 分類
一直到1960年代，科學家對於色素細胞的了解才足以對它們進行分類。這些分類一直持續到今天，即使近期的研究顯示生物化學層面的研究對於了解這些細胞如何運作更為有用。在生物化學上，生物色素能夠分成生物色與構形色。生物色包括真色素，如類胡蘿蔔素和蝶酸，這些色素能吸收部分波長範圍的可見光。而構形色並沒有攜帶色素，卻能夠對細胞的色彩產生顯著的影響，它們經由光線的擾亂和干涉等現象，能夠產生彩虹般的色彩，甚至出現金色與銀色。
雖然除基因突變之外（如白化症），所有的色素細胞皆擁有色素，但是並非帶有色素的細胞都是色素細胞。例如擁有紅色血紅素的紅血球，在胚胎發生時期的發育過程與色素細胞不同，而且紅血球在成體時期是由骨髓中的造血幹細胞製造，再由血液運送到身體各處。色素細胞則在成體時期已經出現在所要作用的位置（如真皮）。

### 黃色素細胞與紅色素細胞

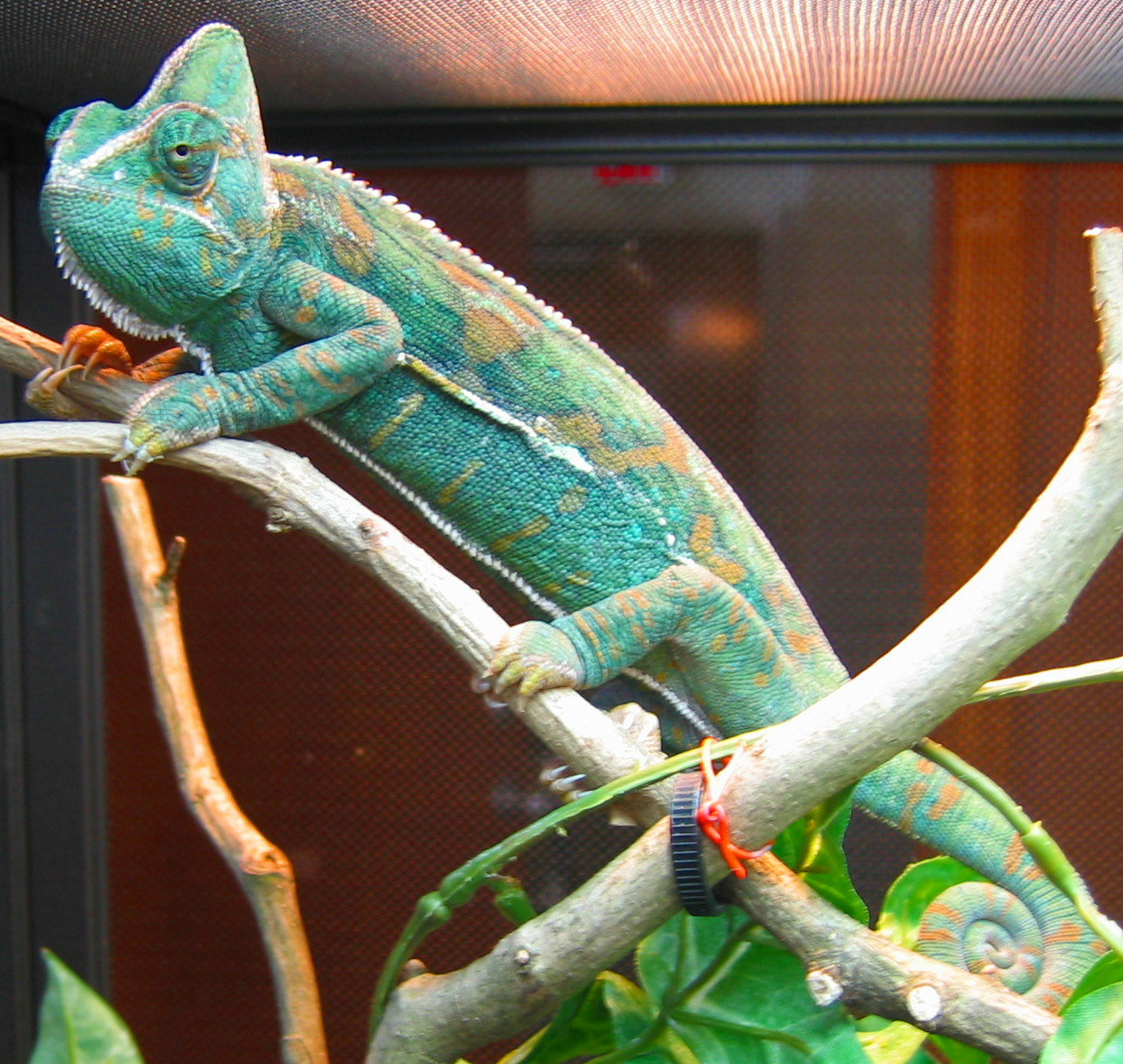
高冠變色龍身上的藍色和綠色是因為不同類型的色素細胞相互覆蓋。

色素細胞如果擁有大量帶黃色的蝶酸色素稱做黃色素細胞，而其中若是帶紅色和橙色的類胡蘿蔔素過多，則稱為紅色素細胞。有時候在同一個細胞中的囊泡裡，蝶酸和類胡蘿蔔素會同時存在，也就是說，細胞整體的顏色實際上是受到黃色和紅色的比例而定，因此辨識這些細胞的種類並沒有確切的標準。
將三磷酸鳥苷轉變成黃色的蝶酸是大多數色素細胞的特色，但是黃色素細胞擁有額外的生化路徑，用以產生更多的黃色色素。而紅色的類胡蘿蔔素是來自食物的代謝，並被輸送到紅色素細胞，這種現象的首次證明是以缺乏胡蘿蔔素的蟋蟀餵食青蛙而得到。食物中缺乏胡蘿蔔素，會使青蛙的紅色素細胞缺少紅色和橙色，並使外表由綠色轉變成藍色。

### 彩虹色素細胞與白色素細胞
彩虹色素細胞也稱為鳥色素細胞。這種細胞的色素是由鳥嘌呤所構成，屬於構形色，是利用結晶狀平板來反射光線。之所以在光照下能形成彩虹般的色彩，是因為光線經過層疊狀的平板時產生的繞射現象，而構形的方向決定這些細胞在觀察者眼中的色彩。此外彩虹色素細胞也利用生物色作為色彩的過濾，經由廷得耳效應或是雷萊散射而產生鮮艷的藍色或綠色。某些魚類擁有類似彩虹色素細胞的白色素細胞，這種細胞是利用結晶狀的嘌呤來反射光線，並產生白色。
與黃色素細胞與紅色素細胞的關係類似，彩虹色素細胞與白色素細胞並沒有明確的分別。只是彩虹色素細胞通常產生的是彩虹或是金屬般的光澤；白色素細胞則反射出白色色澤。

### 黑色素細胞
黑色素細胞含有一種黑色素，稱為皮膚黑色素，這種色素因為吸收光線而顯現出黑色或是棕色，含有黑色素並分佈在細胞中的囊泡，稱為黑色體。酪氨酸經過一系列的化學反應就會生成皮膚黑色素，這是一種由二羥基吲哚、二羥基吲哚-2-羧酸，以及一些吡咯環組成的分子。將各種原料合成黑色素的關鍵酵素是酪胺酸酶，當酵素出現缺陷時，黑色素將無法被合成，因此產生白化症。有些兩棲類的皮膚黑色素會帶有其他的色素，例如有一種蛙類（phyllomedusine）的黑色素細胞中被發現出奇特的深紅色色素。這種紅色色素隨後被發現是一種蝶酸的二聚物，它累積在皮膚黑色素周圍。不過大多數的黑色素細胞仍然被皮膚黑色素所獨占，只有少數物種擁有較複雜的內容。
人類只擁有一種色素細胞，也就是哺乳類身上與黑色素細胞相對應的黑素細胞，以此產生皮膚、毛髮和眼睛的顏色。由於和其他細胞的鮮明差異，以及大量的存在，黑色素細胞是目前研究最透徹的色素細胞。不過黑色素細胞與黑素細胞還是有所不同，黑素細胞能夠生產一種帶有紅色或黃色的色素，稱為嗜鉻黑色素或是假黑色素。

### 藍色素細胞

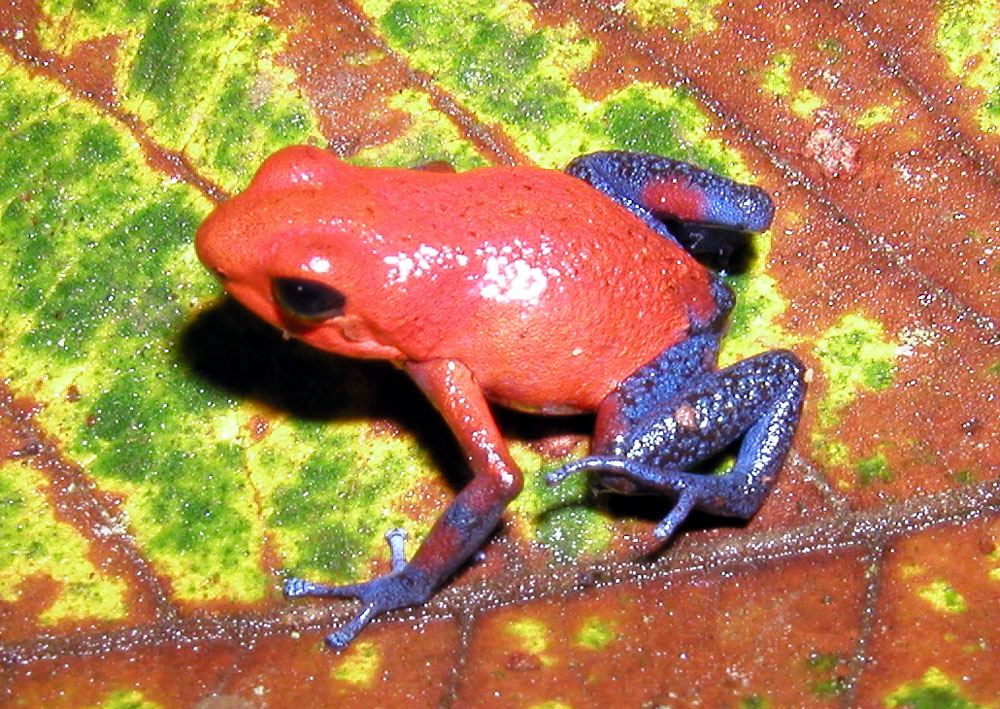
草莓箭毒蛙（学名：Dendrobates pumilio），擁有一些未知的色素細胞和色素。

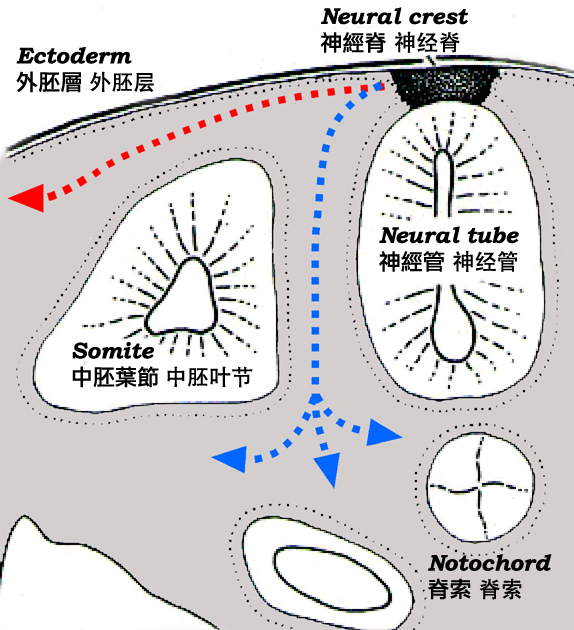
脊椎動物發育中的軀幹橫截面，色素胚的（英语：chromatoblast）移動路線以藍色代表腹內側（英语：ventromedial）、紅色代表背外側（英语：dorsolateral）

1995年，某些鱖魚身上的鮮明藍色被發現並非來自構形色，而是一種未知的生物色。這種色素至少出現在兩個物種的囊泡中，比起其他動物皆是構形色的藍色相當不同。帶有這些色素的細胞被稱為藍色素細胞，這些不尋常的色素細胞可能也出現在其他的物種，如箭毒蛙和玻璃蛙身上的未知色素和鮮豔的色素細胞。

## 發育過程
色素細胞是在胚胎發生時期，由神經脊發展而來的其中一種細胞，首先發育為神經管邊緣的兩條細胞。之後這些細胞長距離的移動到各處（細胞遷移），使後來的皮膚、眼睛、耳朵與大腦等部位，都有色素細胞的存在。當細胞離開神經脊時，一方面行背外側路線，經由基底板進入外胚層；另一方面行腹內側路線，穿過中胚葉節與神經管中間。不過視網膜上皮的黑色素細胞是其中的例外，它們並非由神經脊產生，而是在神經管外囊生成的視杯產生。
色素細胞的前驅細胞稱為色素胚或色素母細胞。色素胚的多能性，可以使它發展成各種類型的色素細胞。目前已知授精後第3天的斑馬魚胚胎中，就已經能夠發現黑色素細胞、黃色素細胞與彩虹色素細胞。突變種的研究證明了一些轉錄因子，如、與，都是控制色素細胞分化的重要轉錄因子。如果這些蛋白質被破壞，色素細胞將會部分或是完全消失，造成白化。

## 色素易位
許多的物種能夠經由改變色素細胞中色素的位置，來使外表的顏色改變，這種機制稱為色素易位或是生理色彩改變，目前以黑色素細胞的研究最透徹，因為黑色素是最明顯的色素。在真皮較薄的物種中，黑色素細胞形成平面並覆蓋廣大的區域；而真皮較厚的物種，如爬蟲類，黑色素細胞則與其他種類的色素細胞聚集形成立體狀，稱為真皮色素細胞單位。這些單位以黃色素細胞或是紅色素細胞作為最外層，其次是彩虹色素細胞，最後是網狀的黑色素細胞層，且這些網狀的空隙能夠通過彩虹色素細胞。
以上兩種真皮黑色素細胞的組成類型對生理色彩改變而言皆相當重要，平面的真皮黑色素細胞通常覆蓋著其他種類的色素細胞。當黑色素分散在整個細胞中時，動物的外觀為黑色；當這些黑色素集中到細胞中央時，其他色素細胞的色彩就會在光照下被顯現出來。立體的真皮色素細胞單位也有類似現象，當黑色素集中時，由於彩虹色素細胞的色彩在經過黃色素細胞的時候被擾亂，使動物的外觀為綠色；當黑色素分散的時候，光線不再被擾亂，因此形成黑色的外觀。其他帶生物色素的色素細胞也有色素易位的能力，擁有許多種類型色素細胞的動物，能夠在外皮產生顯眼的色彩排列。

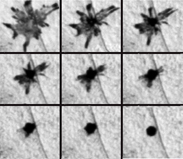
以延時攝影拍下的斑馬魚黑色素細胞的黑色素集中過程。

色素易位的調控機制也已經被深入研究，尤其是關於兩棲類和真骨魚類的研究。這些機制能夠以激素、神經傳導物質或是兩者共同來調控。正腎上腺素能夠與黑色素細胞膜上的腎上腺素受體結合，並控制色素易位。作為色素易位初級訊號的激素包括了黑色皮質素、褪黑激素與黑色素凝集激素，而這三種激素大多數是分別由腦垂體、松果體與下視丘製造，此外也能以皮膚細胞的旁分泌方式生產。這些激素刺激黑色素細胞表面的G蛋白耦合性受體，之後訊號輾轉進入細胞內部。黑色皮質素能使色素分散，而褪黑激素與黑色素凝集激素則使色素集中。
許多魚類與蛙類的黑色皮質素、褪黑激素與黑色素凝集激素的受體已經被辨識出來，包括它們的同源物黑色皮質素受體1，這是一種人類身上用來調控膚色與髮色的黑色皮質素受體。環磷酸腺苷在細胞內作為色素易位的二級訊號，能夠影響其他的蛋白質，並促使分子馬達沿著微管與微絲移動包含色素的囊泡，不過詳細機制尚未明瞭。

## 背景適應
大多數的魚類、兩棲類和爬蟲類經由能力有限的生理色彩改變，對環境的變化做反應。這種類型的偽裝稱為「背景適應」，會使動物外表會產生輕微的變黑或變淡，通常用來對周遭環境進行精確的擬態。研究證明這種背景適應必須依賴視覺，也就是這些動物必須能夠看見周圍的景物。黑色素細胞中的黑色素易位是色彩改變的最主要原因。某些動物，如變色龍與變色蜥，擁有高度發展的背景適應反應，能夠快速的改變多種顏色，牠們會因為溫度、情緒、壓力和社會信號而改變色彩，而不只是簡單的對環境做擬態。

## 頭足綱

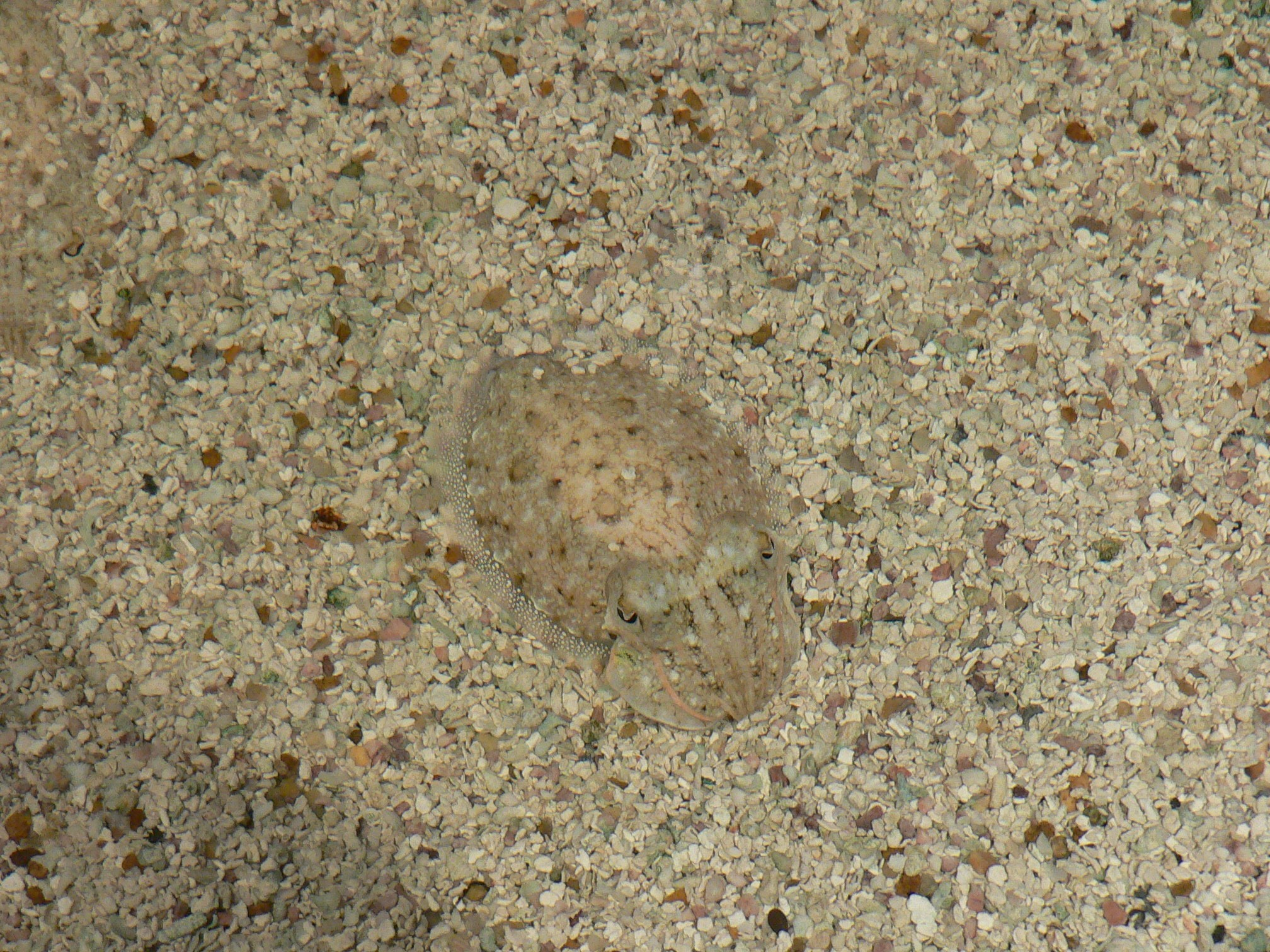
一隻利用背景適應進行偽裝的墨魚幼體。

頭足綱裡的蛸亞綱能夠利用複雜的多種細胞組合而成的器官，進行快速的色彩變換，這是許多擁有鮮豔色彩的烏賊、章魚和墨魚的主要特色。每一個色素細胞單位含有一個色素細胞，以及許多肌肉、神經、 神經膠細胞與神經鞘細胞。在色素細胞裡面，色素的顆粒被包圍在有彈性的囊中，稱為細胞彈性囊。經由肌肉的控制，改變這些囊的形狀或大小，使細胞的透明度或是反射能力改變，並造成色彩變化。這種機制與魚類、兩棲類和爬蟲類有所不同，是透過囊的變形來改變色彩，而不是色素的傳遞和移動。
章魚能夠以色彩結構的快速變化來控制色素細胞，使外表顯現出複雜的、波紋般的色彩。這些控制色素細胞的神經被認為位在大腦中，且與它們所控制的色素細胞具有相似的次序。也就是說，色素細胞的色彩變化規律與神經細胞的動作電位規律吻合。這樣便能夠解釋為何神經元在正在被活化的同時，色彩也會出現波紋狀的變化。與變色龍一樣，頭足綱會利用生理色彩改變進行社會互動，也有背景適應的能力，能夠使自己的花紋與顏色和環境做出準確的適應。

## 人工應用
色素細胞被用來進行許多基礎研究，以對這些細胞有更深入的了解。例如斑馬魚的幼體，能夠用來研究成體斑馬魚精確的產生橫向條紋時，色素細胞之間的安排和連結，所以斑馬魚是適合用來了解演化發育生物學領域中，動物花紋生成的動物模型。色素細胞也能夠當作研究人類疾病與症狀的模型，如黑色素細胞瘤與白化症。此外最近的研究發現黃金斑馬魚品系中，與黑色素細胞特化有關的基因Slc24a5，在人體中也有，且對於皮膚的顏色有很大的關聯性。
變溫動物透過視覺來感應環境的光線，並進行背景適應，因此色素細胞也被用來當作判別變溫動物眼盲的生物標誌。由於人體中參與色素訊息傳遞的受器與食慾的抑制和日光浴的效果有關，使它們成為製藥公司的寵兒。也因此製藥公司利用非洲爪蟾的黑色素細胞，發展出用來快速辨識化合物是否具有生物活性的生物檢定法。其他的科學家則發展出利用黑色素細胞作為生物感測器的技術，且基於百日咳毒素阻礙魚類黑色素細胞中色素擴張的現象，發展出快速檢測是否感染百日咳的技術。色素細胞也具有潛在的軍事用途，也就是光學迷彩或是主動偽裝技術。

## 參看
- 偽裝
- 生物色素
- 光學
- 色素體
- 有色體
- 黑素細胞

## 外部連結
- （英文）大自然的調色板 - 動物的色彩如何產生PDF
- （英文）頭足類背景適應過程影片 （页面存档备份，存于）
- （英文）烏賊改變花紋過程影片
- （英文）Tree of Life: 頭足綱的色素細胞